# Колюмба Ґабріель
Блаженна Колюмба Ґабрієль, у світі Яніна Матильда Ґабрієль (3 травня 1858, Станиславів, нині Івано-Франківськ — 24 вересня 1926, Рим) — римо-католицька релігійна діячка, блаженна РКЦ, засновниця Згромадження бенедиктинок.
До новіціяту бенедиктинок вступила 30 серпня 1874 року. Вічні обіти склала 6 серпня 1882 року. У 1889 році обрана пріоркою монастиря у Львові.